# 1400-talet f.Kr.

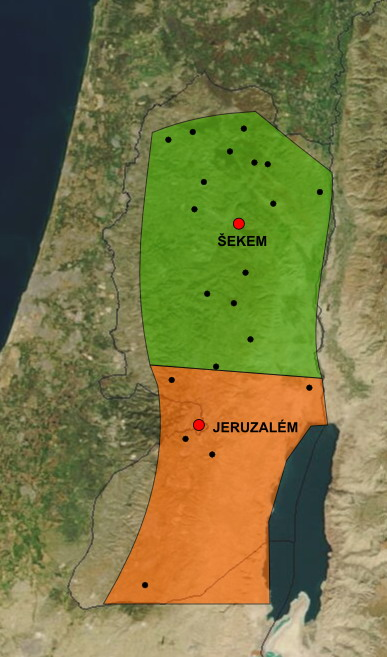
Kungadömena Sekem och Jerusalem på 1400-talet f.Kr.

Denna artikel handlar om seklet 1400-talet f.Kr., åren 1499-1400 f.Kr. För decenniet 1400-talet f.Kr., åren 1409-1400 f.Kr., se 1400-talet f.Kr. (decennium).

## Händelser
- 1478 f.Kr. – En så kallad "åsksten" kraschar mot Jorden och slår ner över Kreta, vilket beskrivs av Malchus i Paroskrönikan.[1]
- 1457 f.Kr. – Egyptens första kvinnliga farao Hatshepsut avlider och hennes medregent och styvson, Thutmose III blir ensam regent.
- 1457 f.Kr. – 15 maj – Farao Thutmose III slår kungen av Kadesh i slaget vid Megiddo.[1]
- 1450 f.Kr. – Minoernas civilisation försvinner som ekonomiskt och kulturellt centrum (omkring detta år), möjligen delvis som följd av vulkanutbrottet på Santorini.
- 1427 f.Kr. – Thutmose III dör och efterträds av Amenhotep II.
- 1400 f.Kr. – Farao Amenhotep II avlider och Thutmose IV tar vid som farao efter honom..

## Födda
- Amenhotep II, farao i Egyptens artonde dynasti.

## Avlidna
- 1493 f.Kr. – Thutmosis I, farao i Egyptens artonde dynasti.
- 1457 f.Kr. – Hatshepsut, farao i Egyptens artonde dynasti.
- 1479 f.Kr. – Thutmosis II, farao i Egyptens artonde dynasti.
- 1427 f.Kr. – Thutmosis III, farao i Egyptens artonde dynasti.
- 1400 f.Kr. – Amenhotep II, farao i Egyptens artonde dynasti.

### Fotnoter
1. 1 2  ”Chronology of World History”. Arkiverad från originalet den 18 oktober 2011. https://web.archive.org/web/20111018123038/http://www.islandnet.com/~KPOLSSON/worldhis/index.htm. Läst 18 juli 2011.